# David Robinson (wielrenner)
David Robinson (Bend, Oregon, 31 december 1983) is een voormalig Amerikaans wielrenner die in het verleden één seizoen uitkwam voor TIAA-CREF/5280. Hij wist geen ereplaatsen te behalen.

## Grote rondes
Geen